# Alla frontiera dei Dakotas
Alla frontiera dei Dakotas (The Wild Dakotas) è un film del 1956 diretto da Sigmund Neufeld e Sam Newfield.
È un western statunitense con Bill Williams, Coleen Gray, Jim Davis e John Litel.

## Produzione
Il film fu diretto, su una sceneggiatura di Thomas W. Blackburn, e prodotto da Sigmund Neufeld e Sam Newfield tramite la Sigmund Neufeld Productions e girato nell'Iverson Ranch a Chatsworth, Los Angeles, California,

## Distribuzione
Il film fu distribuito con il titolo The Wild Dakotas negli Stati Uniti dal 28 febbraio 1956 al cinema dalla Associated Film Releasing Corporation.
Altre distribuzioni:
- in Finlandia il 23 gennaio 1959 (Villi Dakota)
- in Grecia (Kokkinoi diavoloi tis Dakota)
- in Italia (Alla frontiera dei Dakotas)

## Promozione
Le tagline sono:
- Land of Treachery!
- INDIAN SAVAGERY...Sworn To Massacre On The Terror Trail To Powder River Valley!